# Andreï Kraïevsky
 (janvier 2018).
Si vous disposez d'ouvrages ou d'articles de référence ou si vous connaissez des sites web de qualité traitant du thème abordé ici, merci de compléter l'article en donnant les références utiles à sa vérifiabilité et en les liant à la section « Notes et références ».
Andreï Alexandrovitch Kraïevsky (en russe : Андрей Александрович Краевский), né le 5 (17) février 1810 à Moscou, mort le 8 (20) août 1889 à Pavlovsk, est un éditeur, pédagogue, journaliste et homme de lettres russe. Il est connu dans l'histoire des idées en Russie, comme l'un des rédacteurs en chef le plus marquant des Annales de la Patrie, revue politico-littéraire, au XIXe siècle. Il a dirigé deux journaux importants, Otechestvennye Zapiski (1839-1867), l'influent point de ralliement des milieux littéraires, puis la publication populaire qu'il a créée en 1863, Golos (La Voix en russe).
Il est le père d'Eugène (1841-1883), fameux journaliste, notamment à La Voix, et le grand-père du pilote automobile Andrei Platonovich Nagel, connu pour ses performances au rallye Monte-Carlo 1912.

## Biographie
Andreï Alexandrovitch Kraïevsky est né à Moscou en 1810. Kraïevsky est né hors mariage. Sa mère était la fille de l'Ober-Polizmeister (c'est-à-dire chef de la police de l'Empire russe) Nikolaï Petrovitch Arkharov et Andreï fut élevé à la maison maternelle, son grand-père, ancien gouverneur-général de Moscou et de Saint-Pétersbourg, étant mort lorsqu'André avait quatre ans. Après des études au lycée affilié à l'université de Moscou de 1823 à 1828, Kraïevsky entra à la chancellerie civile du gouverneur-général de Moscou. Il commença à publier des recensions et des traductions d'auteurs étrangers dans diverses publications et, en 1831, déménagea à Saint-Pétersbourg.
Il devint fonctionnaire au ministère de l'Instruction populaire et s'occupa d'activités pédagogiques.

## Littérature et édition
Kraïevsky entra dans des cercles littéraires de la capitale, sur la recommandation d'Odoïevsky et commença à collaborer au Journal du Ministère de l'Instruction populaire, en devenant le rédacteur en chef en 1837. Puis il fut invité par Piotr Pletniov à collaborer dans le domaine technique à la revue Le Contemporain, dont il devint après la mort de Pouchkine, l'un des cinq coéditeurs. Il fit aussi la connaissance de Lermontov, dont il devient le mentor, et de Voïeïkov, dont il transforma la publication en nouvelle Gazette littéraire. Il y fit entrer Feodor Koni, et donna la poste de rédacteur en chef à Vladimir Zotov, avant de lui laisser totalement la Gazette en 1849.

## Les Annales de la Patrie
Kraïevsky était rédacteur et éditeur des Annales de la Patrie depuis 1839. Il y fit entrer les meilleurs auteurs et critiques de la capitale : Vladimir Odoïevsky, bien sûr, mais aussi Ievgueni Baratynski, Alexandre Weldman, Vassili Joukovski, Piotr Viazemski, Alexeï Koltsov, etc. Il appréciait aussi Gogol, qui y écrivit. Quant aux critiques, il ouvrit les colonnes de la revue à Vissarion Belinski, et plus tard à Alexandre Herzen et à Nikolaï Nekrassov. De grandes plumes comme Dostoïevski, Tourgueniev et Ivan Gontcharov participèrent dans ses feuilles aux grands débats de l'époque. 
Après les succès des débuts, la revue connut une certaine baisse de lectorat pendant les années 1850 et la concurrence de nouveaux journaux. Des titres comme Le Moscovite, Le Phare, Le Contemporain, Le Messager russe attirèrent aussi une partie de la rédaction. Stepan Doudychkine devint rédacteur en chef adjoint entre 1860 et 1867, mais en fait avait les pleins pouvoirs à la rédaction. Nikolaï Nekrassov devint rédacteur en 1867 et prit la suite l'année suivante de Kraïevsky. Désormais, la revue allait avoir une tout autre tendance...

## Dernières années
Kraïevsky écrivait aussi dans d'autres journaux et revues, comme l'Invalide russe, Le Bulletin de Saint-Pétersbourg. Il ne cessait pas ses traductions et en particulier se consacra à la traduction des romans de Walter Scott qu'il avait commencée entre 1845 et 1846. Il fonda un nouveau journal La Voix en 1863 qui analysait les actualités politiques et les faits de société et qui avait une certaine portée. Ce journal fut de plus en plus lu (jusqu'à la fin en 1883), atteignant un tirage de 20 000 exemplaires et faisant autorité dans les chancelleries européennes. 
En 1872, il se déclare insatisfait de l'Agence télégraphique RTA, créé six plus tôt par le marchand-banquier Trubnikov, et décide de fonder son propre réseau télégraphique, l'Agence télégraphique ITA (International Telegraph Agency), avec son journal La Voix. L'Agence ITA est plus axée que RTA sur la collecte en provenance de la Russie, mais elle ne survivra pas à la disparition du journal.
Alexeï Harlamov exécuta son portrait.